# Polyaulon canadensis
Polyaulon canadensis är en stekelart som först beskrevs av Alan John Harrington 1894.  Polyaulon canadensis ingår i släktet Polyaulon och familjen brokparasitsteklar. Inga underarter finns listade i Catalogue of Life.